# Cystolepiota fumosifolia
Cystolepiota fumosifolia är en svampart som först beskrevs av William Alphonso Murrill, och fick sitt nu gällande namn av Vellinga 2006. Cystolepiota fumosifolia ingår i släktet Cystolepiota och familjen Agaricaceae.   Inga underarter finns listade i Catalogue of Life.
I den svenska databasen Dyntaxa används istället namnet Cystolepiota cystidiosa för samma taxon.  Det är osäkert om arten förekommer i Sverige.